# 帖撒羅尼迦後書
《帖撒罗尼迦后书》或譯《得撒洛尼後書》（希臘語：ΠΡΟΣ ΘΕΣΣΑΛΟΝΙΚΕΙΣ Β΄），是新約全书第53本书，基督教傳統認為是使徒保罗在大约公元51年写给帖撒罗尼迦的基督徒的第二封信，现代学者对该书的实际作者存在争议，部分认为保罗不是该书的实际作者，而其他学者认为保罗是该书的实际作者。之前保罗给这里的人写了帖撒罗尼迦前书。在分类上，它是保罗书信中的一封。《帖撒罗尼迦后书》主題為著召會生活之聖別生活的鼓勵與改正。

## 寫作背景
使徒保羅致帖撒羅尼迦人的第二封信緊隨着第一封。這封信寫於第一封信之後不久，而且同樣是在哥林多城寫的，因為西拉、提摩太再次連同保羅問候帖撒羅尼迦的會衆。他們都是早期基督徒會衆的周遊僕人，而聖經裏沒有任何記錄顯示這次在哥林多共聚之後，他們三人後來曾再次在一起。書信的話題和討論的性質表明，保羅覺得急需糾正會衆所犯的一個錯誤。
從保羅給帖撒羅尼迦人的勸告，可以知道在會衆裏有些人辯稱主的臨在已迫在眉睫了。這些揣測者大力鼓吹他們的理論，在會衆裏造成了不少擾亂。看來有些人甚至以此為藉口而不再工作謀生。（帖撒罗尼迦后书3:11）在第一封信裏，保羅曾提及主的臨在；當這些揣測者聽見人讀出這封信時，他們無疑很快便歪曲保羅的話，使其與原意大有出入。再者，當時極可能有一封冒充保羅的書信發出，談及“主的日子到了”。
可能保羅收到這方面的報告──很可能來自將他的第一封信帶給當地會衆的人。因此，他十分焦急，渴望盡快糾正他所深愛的弟兄們的思想。故此，保羅在51年跟兩個同伴一起在哥林多時，他從當地寫信給帖撒羅尼迦的會衆。除了要糾正他們對基督臨在一事所懷的錯誤觀點之外，保羅亦鼓勵他們要在真道上站立得穩。

## 主要内容

### 耶穌顯現
（覆盖帖撒罗尼迦后书1章1至12節）保羅和他的同伴因帖撒羅尼迦人在信心和彼此相愛方面有良好進步而感謝上帝。他們在逼迫之下所表現的忍耐和信心正是上帝的正義判決的明證，表明他們可算是配得上帝的王國。上帝會報應那些逼迫他們的人，為受苦的人帶來舒解。這件事會發生在主耶穌攜同手下大能的天使從天上火焰中顯現，降臨要在聖徒身上得榮耀的時候。（帖撒罗尼迦后书1:7-10）保羅和同伴常為帖撒羅尼迦人祈求，願上帝算他們配得所蒙的恩召，叫主耶穌的名在他們身上得榮耀，他們也與他保持合一。

### 耶穌臨在之前先有叛道的事發生
（覆盖帖撒罗尼迦后书2章1至12節）若有人説耶和華的日子已來到，弟兄們不應因此而激動。“因為那日子以前，必有離道反教的事，並有那大罪人，就是滅亡之子，顯露出來。”他們現在知道“那攔阻他的是甚麽”，可是，這不法的奧秘已經發動了。攔阻的被除去之後，“那時這不法的人必顯露出來。主耶穌要用口中的氣滅絶他，用降臨的榮光廢掉他。”不法之人的出現是由撒但所行的異能和詭詐加以策動的。至於那些不願接受真理的人，上帝容許他們有錯誤的心，相信虚謊的話。

### 要在信仰上站立穩固
（覆盖帖撒罗尼迦后书2章13節至3章18節）保羅接着説：“我們本該常為你們感謝上帝，因為祂從起初揀選了你們，叫你們因信真道，又被聖靈感動，成為聖潔，能以得救。”為了達成這目的，有好消息向他們宣布。因此，弟兄們要站立穩固，持守他們受教的傳統。這樣，耶穌基督和上帝──仁愛地給予他們永遠安慰和盼望的父──便會在一切善行善言上堅固他們。（帖撒罗尼迦后书2:13-17）保羅籲請他們為他代禱，好叫主的道理快快行開，得着榮耀。（帖撒罗尼迦后书3:1）主是信實的，必定會堅固他們，保守他們免受那惡者所傷害。保羅禱告求主繼續引導他們的心，使他們愛上帝，並為基督而忍耐。
接着保羅提出嚴厲的勸戒：“我們奉主耶穌基督的名吩咐你們，凡有弟兄不按規矩而行，不遵守從我們所受的教訓，就當遠離他。”（帖撒罗尼迦后书3:6）使徒提醒他們他和同伴在海外傳道工作上所立下的榜樣；他們晝夜工作，免得成為他們的負累。因此，他們能够吩咐説：“若有人不肯做工，就不可吃飯。”可是，現在他們聽聞有些人不守規矩，不肯作工，專管閒事。這些人應當自食其力才對。
弟兄們不應放棄做對的事。然而，他們當中若有人不服從保羅信上所寫的，會衆就要把這人記下來，不可和他來往，為要藉此使他羞愧，但同時要勸他如弟兄。保羅表示他禱告求賜平安的主“隨時隨地賜平安”給他們。在信的結尾，他親筆予以問候。

## 基督新教觀點
保羅寫給帖撒羅尼迦人的這封書信涉及基督教的許多道理，考慮一下無疑十分有益。以下幾項曾在這本書裏論及的基本教訓和原則：
- 耶和華是施行拯救的上帝，祂以聖靈和對真理的信心使人成聖（2:13）
- 基督徒必須忍受苦難才配承受上帝的王國（1:4-5）
- 基督徒在主耶穌基督臨在時會被召集到祂那裏（2:1）
- 耶和華會向一切不聽從好消息的人執行公義的判決（1:5-8）
- 憑着上帝的非配得仁慈，蒙召的人會與基督合一而得享榮耀（1:12）
- 他們藉着好消息的宣揚而被召（2：14）
- 信心是不可少的條件（1:3，4，10，11；2:13；3:2）
- 為了在傳道工作上維持自己的生活，作工謀生是適當的。若有人不作工，他就可能變成懶惰而開始多管閒事（3:8-12）
- 愛上帝的心與忍耐有密切關係（3:5）

在這封信裏，保羅對帖撒羅尼迦弟兄們的屬靈福利和會衆的團結及繁榮表現深切的關注。他糾正他們對耶和華的日子的時間所懷的錯誤看法，表示不法的人必須先顯露出來，甚至公開坐在上帝的殿裏，自稱是上帝。然而，配得上帝王國的人可以絶對確信主耶穌會在適當的時候從天上顯現，以烈火施行報應，“這正是主降臨、要在祂聖徒的身上得榮耀，又在一切信的人身上顯為希奇的那日子。”

### 阅读圣经
- 帖撒羅尼迦後書 （页面存档备份，存于）
- 帖撒罗尼迦后书 （页面存档备份，存于）